# سوسنوفوبورسك
سوسنوفوبورسك (بالروسية: Сосновоборск) هي إحدى مدن روسيا في الكيان الفدرالي الروسي كراسنويارسك كراي.
يبلغ عدد سكانها 33,091 نسمة (حسب إحصاء عام 2010).